# Sulfato de plomo(II)
Sulfato de plomo(II) (PbSO4) es un sólido cristalino o en forma de polvo, de color blanco. Se llama también vitriolo de plomo o anglesita. Es una de las pocas sales de plomo solubles en agua, aunque su solubilidad es baja.
Se ve con frecuencia en los terminales o bornes de las baterías de coche, llamadas acumuladores de plomo o baterías de plomo y ácido. Se produce en su interior cuando la batería se descarga; luego, durante la recarga, se regenera de nuevo, originando plomo y ácido sulfúrico en el electrodo negativo, o bien dando óxido de plomo(IV) y ácido sulfúrico en el electrodo positivo.

## Obtención
Puede extraerse a partir del mineral anglesita, que presenta la misma composición química, PbSO4, y también como producto de oxidación del mineral galena, sulfuro de plomo(II), PbS.
Otro método de obtención parte de la cerusita, un mineral que contiene carbonato de plomo(II) impuro. Se trata primero la muestra con ácido nítrico, con el fin del disolver al carbonato de plomo(II). Posteriormente, al agregar ácido sulfúrico, se precipita el sulfato de plomo(II).
El Sulfato de Plomo también puede obtenerse en solución al realizar una mezcla de soluciones de sulfato de sodio y nitrato de plomo.

## Propiedades
En solución ácida es poco reductor, pero lo es más en soluciones básicas pues puede oxidarse a plomo(IV). En el siguiente, se oxida a óxido de plomo(IV):
{\displaystyle \mathrm {PbSO_{4}+2H_{2}O\longrightarrow PbO_{2}+SO_{4}^{-2}+4H^{+}+2e^{-}} }

## Toxicología
Es tóxico y corrosivo por inhalación, ingestión y contacto (véase ficha lateral). El plomo es un veneno acumulativo y la exposición a cantidades pequeñas puede aumentar el contenido corporal hasta llegar a niveles tóxicos, provocando anemia, daño renal, problemas de visión y daños en el sistema nervioso central, sobre todo en niños. Durante el embarazo produce efectos adversos para el feto. También puede perjudicar la fertilidad y producir alteraciones cardiovasculares.
Muy tóxico para los organismos acuáticos, puede provocar a largo plazo efectos negativos en el medio ambiente acuático.
El valor límite umbral o valor límite de exposición para esta sustancia es 0.15 mg/m³, por encima del cual la sustancia es perjudicial.

## Sulfatos de plomo(II) ácido y básico
Se conocen otros sulfatos de plomo(II):
- Sales mixtas sulfato-óxido en diferentes proporciones estequiométricas que se  usan en la fabricación de baterías de plomo y ácido.:

PbSO4·PbO; PbSO4·2PbO; PbSO4·3PbO; PbSO4·4PbO. 
- Un mineral relacionado es la  leadhillita o maxita, una sal triple de nombre carbonato-hidróxido-sulfato de plomo(II), cuya fórmula es:  2PbCO3·PbSO4·Pb(OH)2.
- En concentraciones de ácido sulfúrico superiores al 80% se forma el sulfato ácido de plomo(II) o hidrógenosulfato de plomo(II), Pb(HSO4)2.[6]